# Braakbals Uilenboetiek
Braakbals Uilenboetiek (Engels: Eeylops Owl Emporium) is een winkel die voorkomt in de Harry Potterboekenreeks van de Britse schrijfster J.K. Rowling. De winkel bevindt zich aan de Wegisweg.
In deze winkel kan men uilen kopen voor postbezorging. De uil van Harry Potter, die de naam Hedwig draagt, komt hier ook vandaan. Zij was een verjaardagscadeautje voor Harry's elfde verjaardag van Rubeus Hagrid in het boek Harry Potter en de Steen der Wijzen.